# Гилаури, Инга Суликоевна
Инга Суликоевна Гилаури (род. 5 декабря 1964, Тбилиси, СССР) — советская конькобежка и тренер по фигурному катанию в Грузии. Серебряный призёр (1988) чемпионата СССР в многоборье, чемпионка СССР (1988 - 500 м), серебряный призёр (1988 - 1500 м, 3000 м), (1985 - 3000 м) чемпионатов СССР. Выступала за ВФСО "Динамо" (Москва), (Тбилиси).

## Биография
Инга Гилаури родилась в Тбилиси в семье отца - грузина и матери - русской. В детстве непоседливая Инга больше всего любила танцевать и смотреть по телевизору выступления фигуристов, поэтому Людмила Ивановна и Сулико Арчилович Гилаури решили отвести дочку в тбилисский Дворец спорта - учиться на фигуристку. Занималась девочка в «Гантиади». Однажды её приметил заслуженный тренер СССР Виктор Кудрявцев и пригласил в свою динамовскую школу в Москву.
В школе она училась на пятёрки, а вот её оценки за выступления в одиночном катании были намного ниже. Тогда южанка решила попытать счастья в танцах на льду и пришла к тренеру Елене Чайковской. Она поставила Ингу в пару с Алексеем Бадайковым. Подготовила для нового дуэта отличную программу, но партнёр серьёзно заболел. Мастеру спорта поздно было искать нового партнёра и она по совету Чайковской перешла в конькобежный спорт при содействии Виктора Косичкина.
С осени 1982 года Гилаури начала заниматься у заслуженного тренера РСФСР Геннадия Гершмана. Уже в первый сезон 1982/1983 она участвовала в соревнованиях юниоров, а через год участвовала в своём первом чемпионате СССР в спринтерском многоборье, заняв 15-е место. В 1985 году перворазрядница стала третьей на Кубке СССР на дистанциях 1000 и 1500 метров. В декабре 1985 года на первенстве страны она заняла 2-е место в забеге на 3000 метров. 
В январе 1986 года Инга дебютировала в составе сборной страны на Кубке мира и заняла 4-е место на дистанции 1500 метров. Через неделю на чемпионате Европы заняла 9-е место в многоборье и выполнила норматив мастера спорта международного класса. В феврале на дебютном чемпионате мира в классическом многоборье выступила ниже своих возможностей, хуже, чем на европейском первенстве и поднялась только на 18-е место. 
В 1988 году 23-летняя спортсменка участвовала на чемпионате Европы в Конгсберге и смогла финишировать на 7-м месте в сумме многоборья. В марте на чемпионате мира в Шиене заняла 10-е место в многоборье, и в апреле на чемпионате СССР выиграла 500-метровку, заняла 2-е места на 1500 и 3000 метров, в итоге стала серебряным призёром в абсолютном зачёте. В декабре 1988 года после первенства СССР в многоборье завершила карьеру спортсменки.

## Тренерская карьера
После спортивной карьеры работала тренером по фигурному катанию у себя на родине, в Тбилиси. В 2016 году на чемпионате Европы по фигурному катанию Инга Гилаури была тренером грузинского фигуриста-одиночника Армена Агияна.